# Lista prezydentów Rumunii
Chronologiczna lista głów państwa rumuńskiego od czasu zniesienia monarchii

## Sekretarze Generalni Partii Komunistycznej
| # | Imię i Nazwisko                    | Portret | Kadencja             | Kadencja         | Partia polityczna | Partia polityczna             |
| # | Imię i Nazwisko                    | Portret | Od                   | Do               | Partia polityczna | Partia polityczna             |
| - | ---------------------------------- | ------- | -------------------- | ---------------- | ----------------- | ----------------------------- |
| 1 | Gheorghe Gheorghiu-Dej (1901–1965) |         | 16 października 1945 | 19 kwietnia 1954 |                   | Rumuńska Partia Komunistyczna |
| 2 | Gheorghe Apostol (1913–2010)       |         | 19 kwietnia 1954     | 30 września 1955 |                   | Rumuńska Partia Komunistyczna |
| 3 | Gheorghe Gheorghiu-Dej (1901–1965) |         | 30 września 1955     | 19 marca 1965    |                   | Rumuńska Partia Komunistyczna |
| 4 | Nicolae Ceaușescu (1918–1989)      |         | 22 marca 1965        | 22 grudnia 1989  |                   | Rumuńska Partia Komunistyczna |

## Rumuńska Republika Ludowa (1947–1965)
W latach 1947–1965 urząd głowy państwa pełnił organ kolegialny, jego przewodniczący pełnił jedynie m.in. funkcje reprezentacyjne i protokolarne.

### Przewodniczący Tymczasowego Prezydium
| # | Imię i Nazwisko               | Portret | Kadencja        | Kadencja         | Partia polityczna | Partia polityczna |
| # | Imię i Nazwisko               | Portret | Od              | Do               | Partia polityczna | Partia polityczna |
| - | ----------------------------- | ------- | --------------- | ---------------- | ----------------- | ----------------- |
| 1 | Constantin Parhon (1874–1969) |         | 30 grudnia 1947 | 13 kwietnia 1948 |                   | PCR               |

### Przewodniczący Prezydium Wielkiego Zgromadzenia Narodowego (1947–1961)
- tymczasowo

| # | Imię i Nazwisko                 | Portret     | Kadencja         | Kadencja         | Partia polityczna | Partia polityczna |
| # | Imię i Nazwisko                 | Portret     | Od               | Do               | Partia polityczna | Partia polityczna |
| - | ------------------------------- | ----------- | ---------------- | ---------------- | ----------------- | ----------------- |
| 1 | Constantin Parhon (1874–1969)   |             | 13 kwietnia 1948 | 12 czerwca 1952  |                   | PMR               |
| 2 | Petru Groza (1884–1958)         |             | 12 czerwca 1952  | 7 stycznia 1958  |                   | Front Oraczy      |
| 2 | Petru Groza (1884–1958)         | bezpartyjny | 12 czerwca 1952  | 7 stycznia 1958  |                   |                   |
| – | Mihail Sadoveanu (1880–1961)    |             | 7 stycznia 1958  | 11 stycznia 1958 |                   | PMR               |
| – | Anton Moisescu (1913–2002)      |             | 7 stycznia 1958  | 11 stycznia 1958 |                   | PMR               |
| 3 | Ion Gheorghe Maurer (1902–2000) |             | 11 stycznia 1958 | 21 marca 1961    |                   | PMR               |

### Przewodniczący Rady Państwa (1961–1965)
| # | Imię i Nazwisko                    | Portret | Kadencja      | Kadencja      | Partia polityczna | Partia polityczna |
| # | Imię i Nazwisko                    | Portret | Od            | Do            | Partia polityczna | Partia polityczna |
| - | ---------------------------------- | ------- | ------------- | ------------- | ----------------- | ----------------- |
| 1 | Gheorghe Gheorghiu-Dej (1901–1965) |         | 21 marca 1961 | 19 marca 1965 |                   | PMR               |

## Socjalistyczna Republika Rumunii(1965–1989)
W latach 1965–1974 urząd głowy państwa pełnił organ kolegialny, jego przewodniczący pełnił jedynie m.in. funkcje reprezentacyjne i protokolarne.

### Przewodniczący Rady Państwa (1965–1974)
- tymczasowo

| # | Imię i Nazwisko                 | Portret | Kadencja       | Kadencja       | Partia polityczna | Partia polityczna |
| # | Imię i Nazwisko                 | Portret | Od             | Do             | Partia polityczna | Partia polityczna |
| - | ------------------------------- | ------- | -------------- | -------------- | ----------------- | ----------------- |
| – | Ion Gheorghe Maurer (1902–2000) |         | 19 marca 1965  | 24 marca 1965  |                   | PMR               |
| – | Ștefan Voitec (1900–1984)       |         | 19 marca 1965  | 24 marca 1965  |                   | PMR               |
| – | Avram Bunaciu (1909–1983)       |         | 19 marca 1965  | 24 marca 1965  |                   | PMR               |
| 2 | Chivu Stoica (1908–1975)        |         | 24 marca 1965  | 9 grudnia 1967 |                   | PMR/PCR           |
| 3 | Nicolae Ceaușescu (1918–1989)   |         | 9 grudnia 1967 | 28 marca 1974  |                   | PCR               |

### Prezydenci (1974–1989)
| # | Imię i Nazwisko               | Portret | Kadencja      | Kadencja        | Partia polityczna | Partia polityczna |
| # | Imię i Nazwisko               | Portret | Od            | Do              | Partia polityczna | Partia polityczna |
| - | ----------------------------- | ------- | ------------- | --------------- | ----------------- | ----------------- |
| 1 | Nicolae Ceaușescu (1918–1989) |         | 28 marca 1974 | 22 grudnia 1989 |                   | PCR               |

## Republika Rumunii(od 1989)

### Rada Frontu Ocalenia Narodowego(1989–1990)
Po obaleniu Nicolae Ceaușescu 22 grudnia 1989 roku władzę w kraju przejął Front Ocalenia Narodowego, jednak dopiero 26 grudnia wybrał swojego przewodniczącego, który reprezentował front.
| # | Imię i Nazwisko                 | Portret | Kadencja        | Kadencja        | Partia polityczna | Partia polityczna         |
| # | Imię i Nazwisko                 | Portret | Od              | Do              | Partia polityczna | Partia polityczna         |
| - | ------------------------------- | ------- | --------------- | --------------- | ----------------- | ------------------------- |
| 1 | Rada Frontu Ocalenia Narodowego |         | 22 grudnia 1989 | 26 grudnia 1989 |                   | Front Ocalenia Narodowego |
| 2 | Ion Iliescu (1930–2025)         |         | 26 grudnia 1989 | 6 lutego 1990   |                   | Front Ocalenia Narodowego |

### Tymczasowa Rada Jedności Narodowej (1990)
| # | Imię i Nazwisko         | Portret | Kadencja      | Kadencja        | Partia polityczna | Partia polityczna         |
| # | Imię i Nazwisko         | Portret | Od            | Do              | Partia polityczna | Partia polityczna         |
| - | ----------------------- | ------- | ------------- | --------------- | ----------------- | ------------------------- |
| 1 | Ion Iliescu (1930–2025) |         | 6 lutego 1990 | 20 czerwca 1990 |                   | Front Ocalenia Narodowego |

### Prezydenci (od 1990)
- tymczasowo

| #   | Imię i Nazwisko                | Portret | Kadencja          | Kadencja          | Partia polityczna | Partia polityczna |
| #   | Imię i Nazwisko                | Portret | Od                | Do                | Partia polityczna | Partia polityczna |
| --- | ------------------------------ | ------- | ----------------- | ----------------- | ----------------- | ----------------- |
| 1   | Ion Iliescu (1930–2025)        |         | 20 czerwca 1990   | 29 listopada 1996 |                   | FDSN/PDSR         |
| 2   | Emil Constantinescu (ur. 1939) |         | 29 listopada 1996 | 20 grudnia 2000   |                   | bezpartyjny       |
| (1) | Ion Iliescu (1930–2025)        |         | 20 grudnia 2000   | 20 grudnia 2004   |                   | PDSR              |
| 3   | Traian Băsescu (ur. 1951)      |         | 20 grudnia 2004   | 20 kwietnia 2007  |                   | PD                |
| –   | Nicolae Văcăroiu (ur. 1943)    |         | 20 kwietnia 2007  | 23 maja 2007      |                   | PSD               |
| (3) | Traian Băsescu (ur. 1951)      |         | 23 maja 2007      | 10 lipca 2012     |                   | PDL               |
| –   | Crin Antonescu (ur. 1959)      |         | 10 lipca 2012     | 27 sierpnia 2012  |                   | PNL               |
| (3) | Traian Băsescu (ur. 1951)      |         | 27 sierpnia 2012  | 21 grudnia 2014   |                   | PDL               |
| 4   | Klaus Iohannis (ur. 1959)      |         | 21 grudnia 2014   | 12 lutego 2025    |                   | PNL               |
| –   | Ilie Bolojan (ur. 1969)        |         | 12 lutego 2025    | 26 maja 2025      |                   | PNL               |
| 5   | Nicușor Dan (ur. 1969)         |         | 26 maja 2025      | nadal             |                   | bezpartyjny       |

## Zobacz także
- Władcy Rumunii